# Chūōkōron
Chūōkōron (中央公論, Revue centrale) est un magazine mensuel généraliste japonais (sōgō-zasshi (総合雑誌, magazine composé)) fondé pendant l'ère Meiji. Il est publié par Chūōkōron Shinsha.
Le magazine est publié pour la première fois en janvier 1887 sous le nom de Hanseikai Zasshi (反省会雑誌) à Kyoto par la Hanseikai (反省会, société de réflexion), un groupe de professeurs et d'étudiants de l'Université de Ryūkoku. En 1889 le nom du magazine devient Chūōkōron.
Il devient rapidement l'un des plus importants magazines généralistes japonais et a été cité comme ayant profondément influencé plusieurs intellectuels japonais,. L'écrivain Ryōtarō Shiba a dit que l'histoire du magazine correspond à l'histoire du Japon moderne.
Le magazine publie des ouvrages variés, incluant des romans, des photographies et des rapports sur plusieurs domaines : philosophiques, économiques, politiques, culturels et sociaux,.
Il y a plusieurs contributeurs célèbres au magazine, dont la princesse Takamatsu, Tama Morita, Jun'ichirō Tanizaki, Tōson Shimazaki, Shōfu Muramatsu, son petit-fils Tomomi Muramatsu, Yaeko Nogami, Tomoyoshi Murayama, Motojirō Kajii, Sakuzō Yoshino, Shiono Nanami, Shichirō Fukazawa et Masao Horino.

## "Discussions du Chūōkōron"
Nom donné aux rencontres entre des philosophes de l'École de Kyōtō, notamment Keiji Nishitani et Hajime Tanabe, avec la bienveillance de Kitarō Nishida, et des membres de la marine japonaise, notamment le capitaine Sōkichi Takagi, afin de contrer l'influence de l'armée de terre et son mysticisme militariste qui envisageait une guerre avec les États-Unis dont il était évident que le Japon ne pourrait sortir vainqueur.
La première rencontre eut lieu en novembre 1941 et les suivantes en mars et novembre 1942. L'opposition politique fondamentale avec l'armée de terre réside dans la place que devrait occuper le Japon. L'armée de terre conçoit alors la venue d'un combat final entre l'Orient et l'Occident à l'issue duquel le Japon imposerait sa culture à l'ensemble de la planète (cf. le nichirénisme de Tanaka Chigaku) tandis que la marine et l'École de Kyōtō envisagent plutôt l'organisation d'un nouvel ordre mondial composé de grandes régions mondiales, dont la région asiatique serait "guidée" par le Japon. Les deux côtés semblent d'accord pour rassembler le monde sous un seul toit.